# أيفر فيري
أيفر فيري (بالتركية: Ayfer Feray)‏ (ولدت في 27 مايو عام 1928 في مدينة إزمير وتوفيت في 13 يوليو عام 1994 في محافظة بودروم بمدينة موغلا) ممثلة مسرحية وسينمائية. لقد مثلت أيفر فيري في أكثر من سبعين فيلماَ. وأسست مسرحاً يحمل اسمها. وأطُلق اسم أيفر فيري على مسرح الهواء الطلق الواقع في مدينة بورنوفا. وتُشتهر أيفر فيري بالأدوار المساعدة في السينما بصفة خاصة. وكان أشهر هذه الأدوار هو دور «موججان» التي مثلته في فيلم «شبه وثائقي».
وقد بذلت أيفر فيري جهداً كبيراً في المسرح بالإضافة إلى الأفلام السينمائية. ومثلت أيفر فيري في مسرحيات مثل «الفقير المهيب وهورموز ذات السبع زوجات». واحتلت أيفر فيري مكاناً في فرقة الموظفين بمسرح دورمان لفترة من الوقت. وبعد ذلك رحلت عنه. كانت أيفر فيري ونيساء سيريزلي من مؤسسي مسرح البيئة وفرقة مسرحية. وقد إنحلت هذه الفرقة فيما بعد وأسست أيفر فيري مسرحها الخاص بها. واحتلت أسماء هامة مثل «عثمان ألياناك ، و فرحان شنسوي ، و شوكت أندرسون ، و كمال سونال و هادي تشامان» مكاناً بين مؤسسي المسرح.
وتعد أيفر فيري شقيقة جونفر فيري حيث أنها ممثلة مثلها. وظلت أيفر فيري متزوجة بالصحفي صميم تارا لفترة من الوقت، وقد أنجبت أيفر فيري فتاة تُدعى سويدا تارا وولد يُدعى علي تارا (1949 – 2004) وهم أبناء مخرج الإعلانات الشهير.
وتوفيت أيفر فيري في مدينة بودروم حيث أنها تحبها للغاية وتوفيت عن عمر يناهز السادسة والستون من عمرها. وكان مقبرها هناك أيضاً. وقد أطٌلق اسم «مسرح أيفر فيري بالهواء الطلق» تخليداً لذكرى الممثلة على مسرح الهواء الطلق الذي يوجد في داخل الحديقة الكبيرة ببرنوفا بمدينة إزمير.
وكانت أيفر فيري تحتل مكاناً في أذهان الجمهور وذلك بتمثيلها القوي المناسب لها. ومثلت أيفر فيري في أكثر من سبعين فيلماً وجسدت شخصيات نسائية هامة وقوية بالسينما التركية. وأكدت موراتهان مونجان من خلال كلماتها هذه «إذا لم يكن فرنسي فكان رمزاً حتى الآن» بأن الممثلة أيفر فيري غير معلوم مكانها وقيمتها بشكل كافي في السينما التركية.

## الأفلامالتي مثلتها
•	أتوبيس العبور – عام 1984
•	النيجر الحلو – عام 1978
•	أنا أعمى – عام 1977
•	أخفق برقبتك الذي لا يضرب ابنته – عام 1977
•	فتيات المدرسة الثانوية – عام 1977
•	ابنتنا (صاحب كشك) – عام 1977
•	الأغنية الفانية – عام 1977
•	صقر شاكر (سيفدا) – عام 1977
•	الحب العملاق – عام 1976
•	الحب ليس كلمة تقولها (والدة بيلما) – عام 1976
•	يا هذه المرأة – عام 1975
•	أميجو حسني – عام 1975
•	الدهشة – عام 1975
•	العريس المرتبك – عام 1975
•	جميل (أيفر) – عام 1975
•	أجنبي – عام 1974
•	الحياة هي الألم – 1973
•	الاغتصاب الرهيب – عام 1972
•	فاطمة المسترجلة – عام 1969
•	عباس سلطان – عام 1968
•	جمال القهوجي (بيلما) – عام 1968
•	شبه وثائفي (موججان) – عام 1968
•	الأم الرابة – 1967
•	أنت ملكي – 1967
•	المرأة الخالدة – عام 1967
•	الرجل الوحيد – عام 1967
•	الفتوة ذات قلب الأسد – 1967
•	يموت الملوك – عام 1967
•	بكيت طوال حياتي – عام 1967
•	لا تتعامل ضدي – عام 1967
•	قانون الأسلحة – عام 1966
•	الملك القبيح – عام 1966
•	قصص حب الليالي الشاحبة – عام 1966 (لم تتدخل في الأداء)
•	الغجر – عام 1966
•	فداء الفاتح – عام 1966
•	الرجل المحكم الإغلاق – عام 1966
•	ابنة المليونير \ الثأر من الطمع – 1966
•	الشجاع القادم من ألتاي (زوجة صاحب الحانة) – 1965
•	أربع نساء في قصر الحريم – 1965
•	طريق لا نهاية له – 1965
•	العروس البرية – 1965
•	صاحب الكونياك – 1965
•	الطيور المشاركة – 1965
•	أحبك – 1965
•	النبي يحيي – 1965
•	فجر الأثر – 1965
•	النظام المتدهور – 1965
•	من أجل يوماً جميلاً – 1965
•	رجل غريب – 1965
•	مرتضى – 1965
•	أطفال الأمس – 1965
•	كارا أوغلان (صاحبة الخان) – 1965
•	إنطوت جبال الغضب – 1965
•	الفقير المهيب – 1963
•	غرق السمك – 1962
•	كانوا خمس أشقاء – 1962
•	عروس لليلة واحدة – 1962
•	نايلون ليلى – 1961
•	المشكلة اللطيفة (مولا) – 1961
•	الصحفي اليمني – 1961
•	عزيزتي عائشة جاذبة الشيطان - 1960
•	الشارع النازل للبحر – 1960
•	السجل المكسور – 1959
•	النجوم الخامدة – 1956
•	الخطر في كل مكان – 1955
•	دراكولا في إسطنبول (شادان) – 1953
•	هذه المرأة ملكي (نجدت الفقيرة) – 1953
•	كنز تشاكيرجالي محمد إيفي – 1952
•	عشاق بيرجاما – 1952
•	جرئ الجريئين – 1952
•	العالم المظلم \ حياة عاشق فيسيل – 1952
•	الليلة الأخيرة – 1952
•	من هو الرجل – 1951

## جوائزها
•	مهرجان الأفلام التركي، عام 1953. TFDD I
•	جائزة أفضل ممثلة (سوياً مع لالي أورال أوغلو وندرت جوفنتش)

## وصلات خارجية
- أيفر فيري على موقع IMDb (الإنجليزية)
- أيفر فيري على موقع قاعدة بيانات الفيلم (الإنجليزية)

•	أيفر فيري – صفحة IMDb
•	أيفر فيري – صفحة sinematurk.com